# Andrena mucorea
Andrena mucorea är en biart som beskrevs av Morawitz 1876. Andrena mucorea ingår i släktet sandbin, och familjen grävbin. Inga underarter finns listade i Catalogue of Life.